# Iżewskie Systemy Bezzałogowe
Stowarzyszenie Naukowo-Produkcyjne „Iżewskie Systemy Bezzałogowe” (ros. ООО Научно-производственное объединение „Ижевские беспилотные системы”, «ИжБС») – rosyjska spółka z ograniczoną odpowiedzialnością, zajmująca się produkcją bezzałogowych statków powietrznych.

## Historia
Założycielem firmy jest Maksim Wiktorowicz Szynkiewicz. Spółka powstała w 2006 roku i należała do przedsiębiorstw powiązanych z Iżewskim Zakładem Budowy Maszyn. Od 2007 r. zajmuje się badaniami, naprawą, konserwacją i produkcją bezzałogowych statków powietrznych o przeznaczeniu specjalnym lub militarnym. Firma dysponuje własnym ośrodkiem badawczym, produkcyjnym oraz testowym. Realizuje również zadania z zakresu produkcji niejawnej obejmujące wytwarzanie dronów rozpoznawczych oraz uderzeniowych. 
Do 2017 r. firma posługiwała się nazwą Iżmasz-Systemy Bezzałogowe (ros. ООО «Ижмаш — Беспилотные системы»). W ramach ugody ze spółką Kałasznikow zmieniła nazwę na Iżewskie Systemy Bezzałogowe. Od 2010 r. spółka produkuje drony z rodziny Supercam, tj. Supercam S350. W 2024 r. w przedsiębiorstwie było zatrudnionych 250 pracowników, przez cały okres swej działalności firma dostarczyła odbiorcom 1500 bezzałogowych systemów latających Supercam. 
W związku z agresją Rosji na Ukrainę firma planuje w 2024 r. dziesięciokrotne zwiększenie produkcji dronów. W tym celu powierzchnię hal produkcyjnych powiększono o dodatkowe 5800 m² oraz zatrudniono 360 pracowników. 
Siedziba główna firmy znajduje się w Moskwie, ponadto ma dwie filie: w Iżewsku przy ul. Ordżonikidzie 2 oraz w Sarapule przy ul. Gogola 40. Do 2018 r. siedziba główna była zlokalizowana w Iżewsku.

## Galeria
Drony produkowane przez Iżewskie Systemy Bezzałogowe

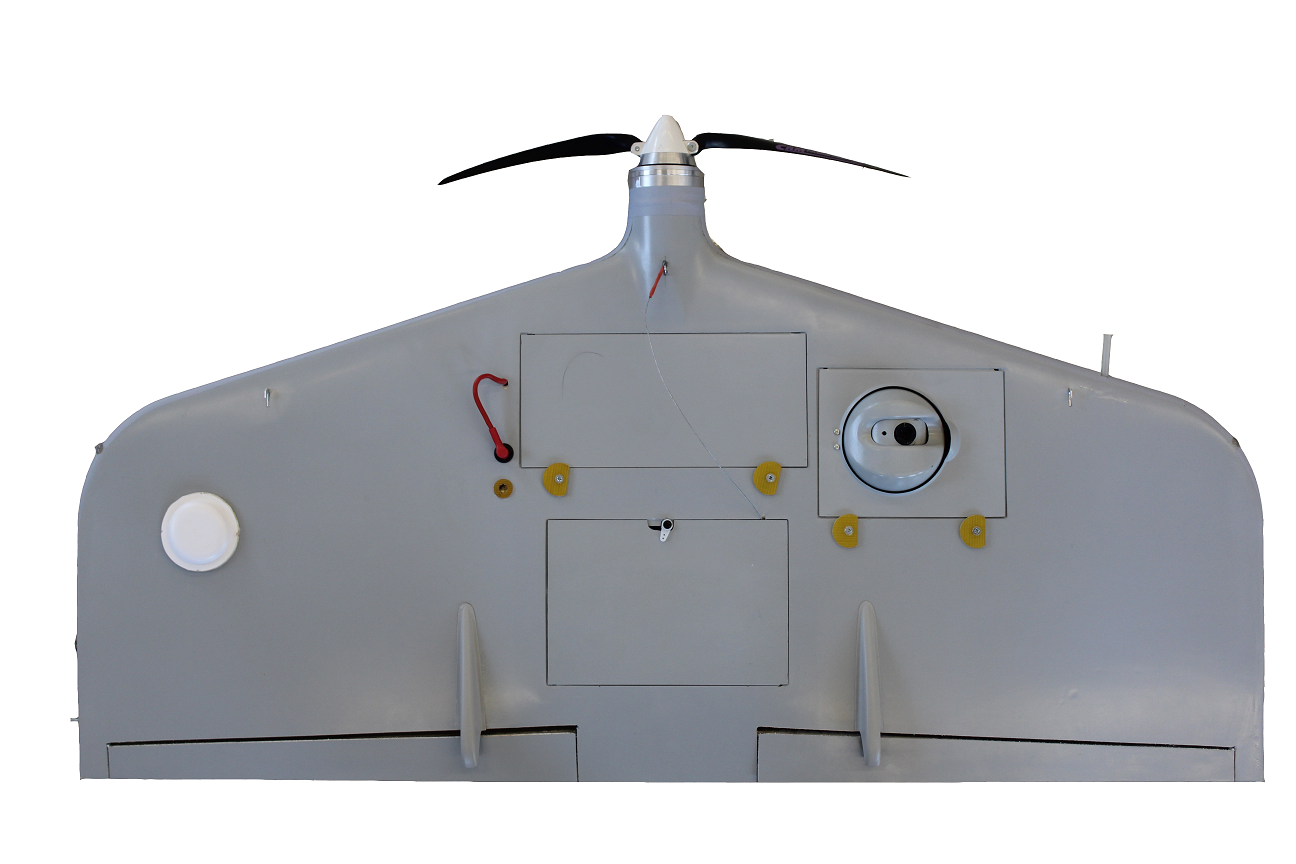
Granat-1
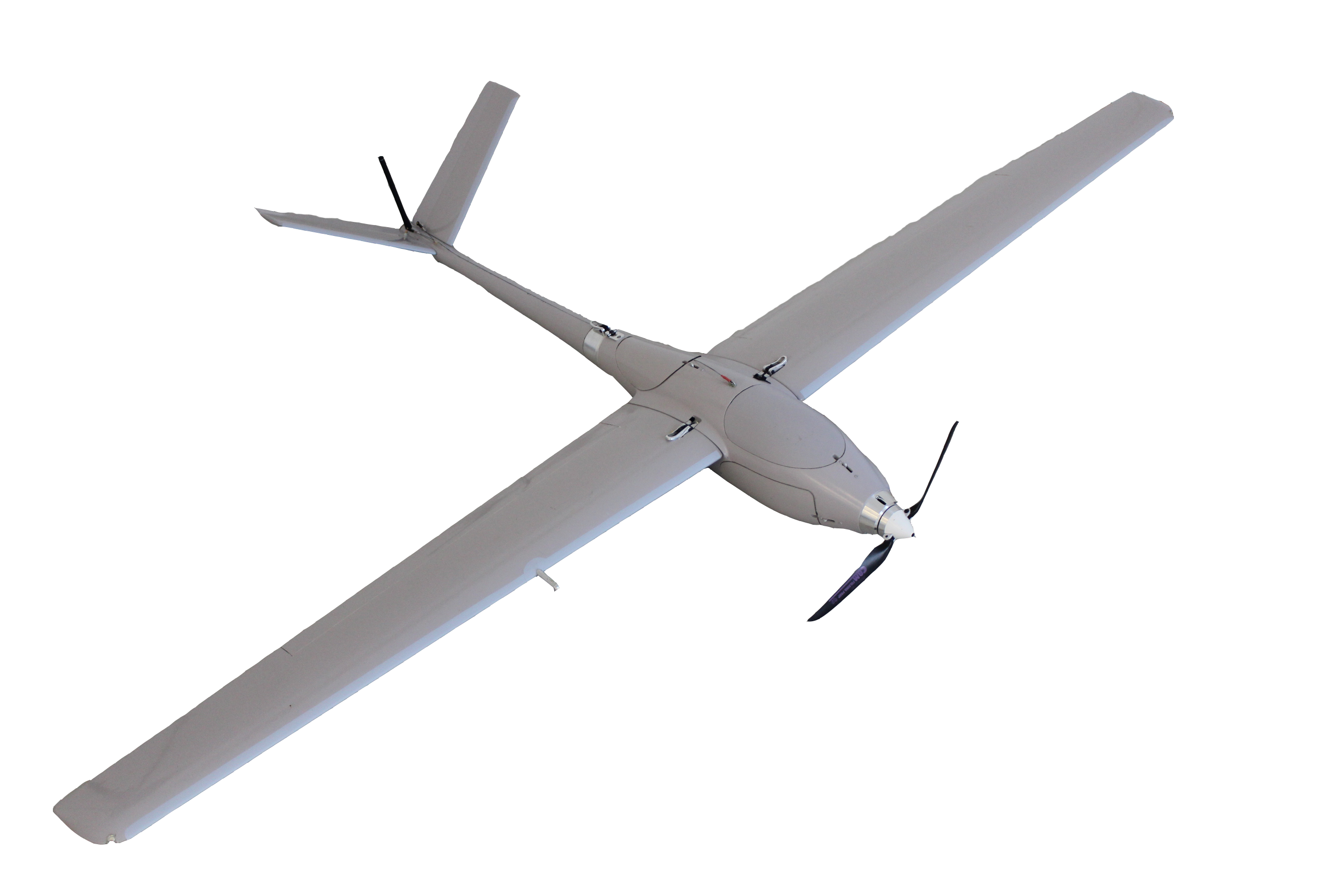
Granat-2
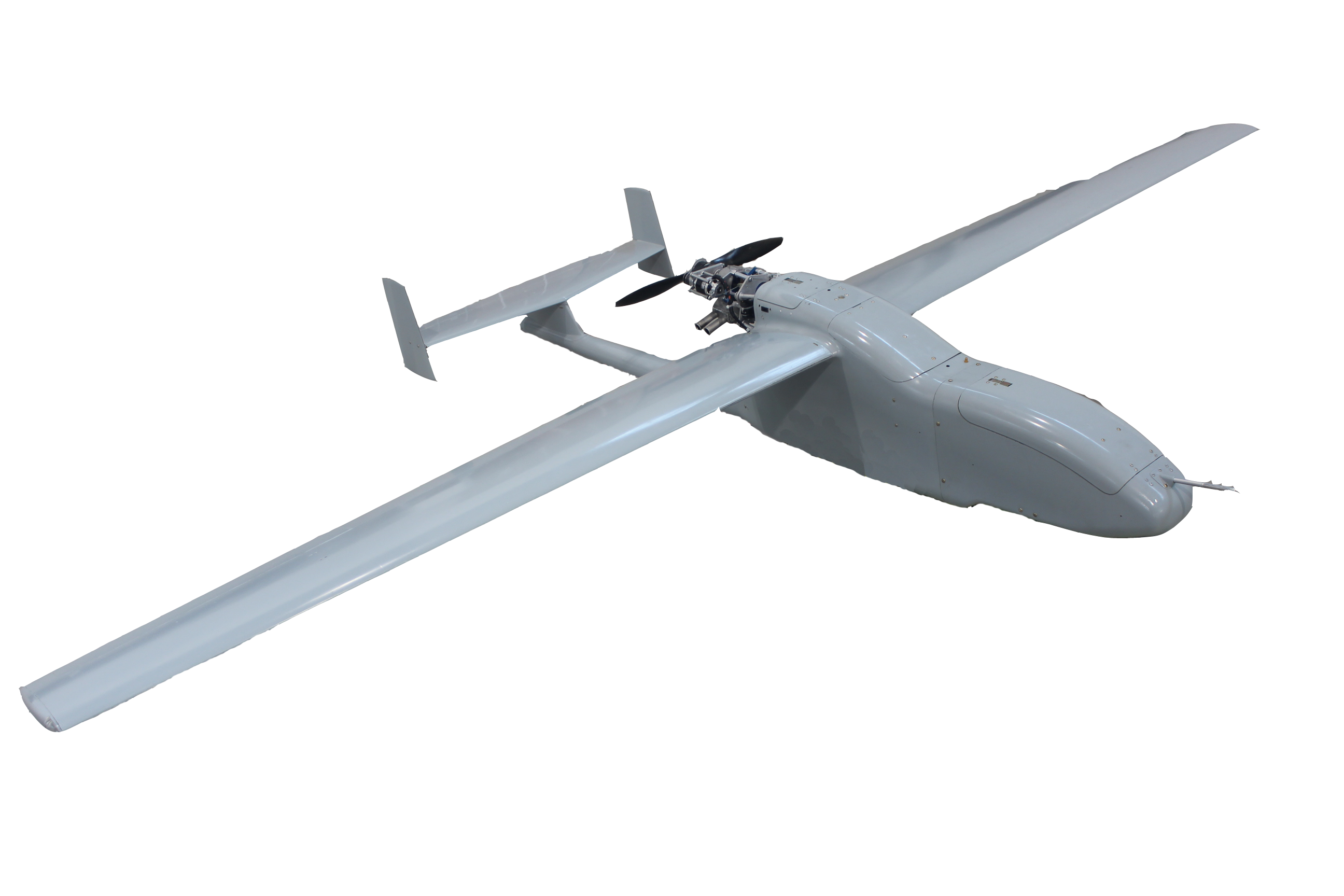
Granat-4
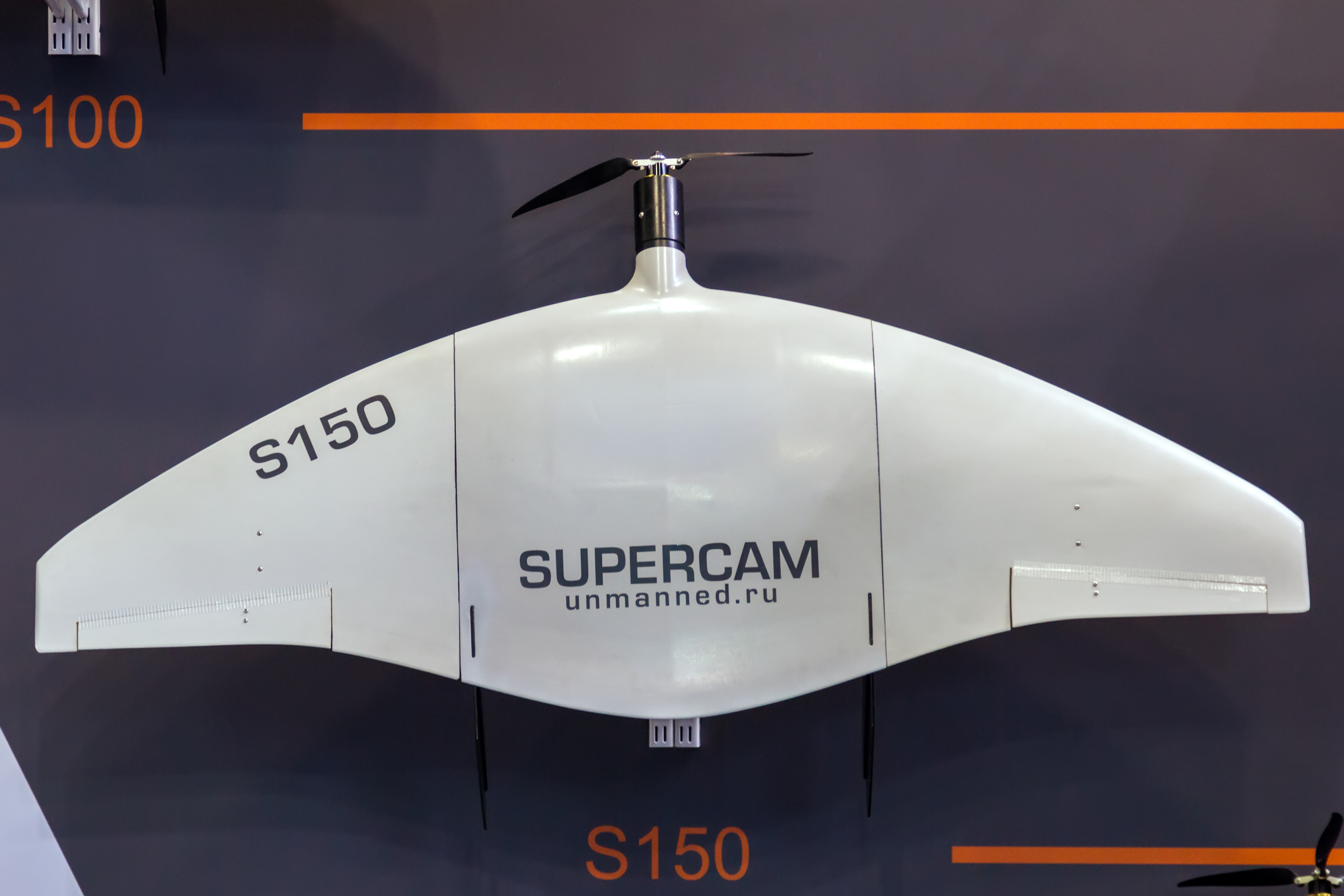
Supercam S150
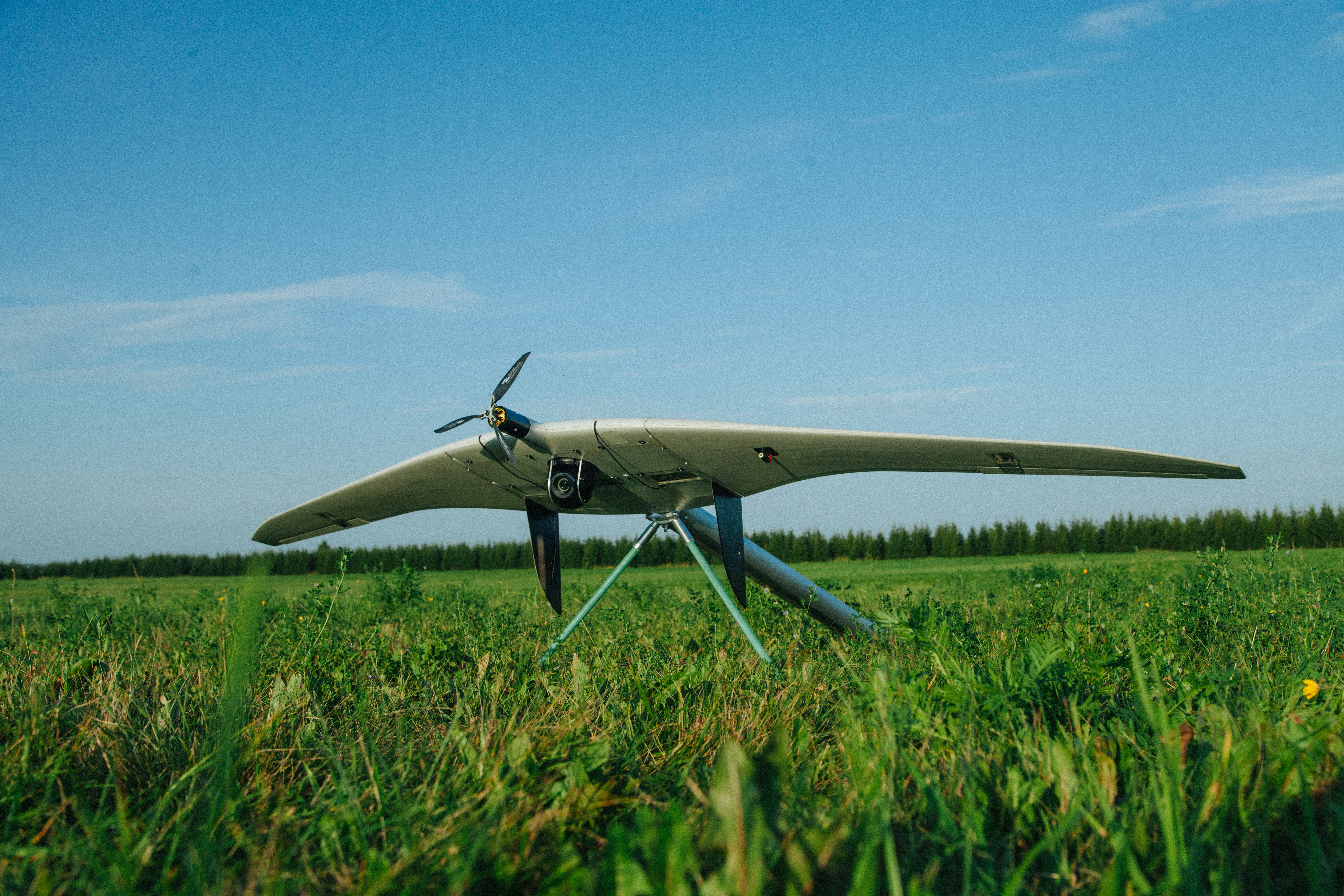
Supercam S350